# Hasicí přístroj

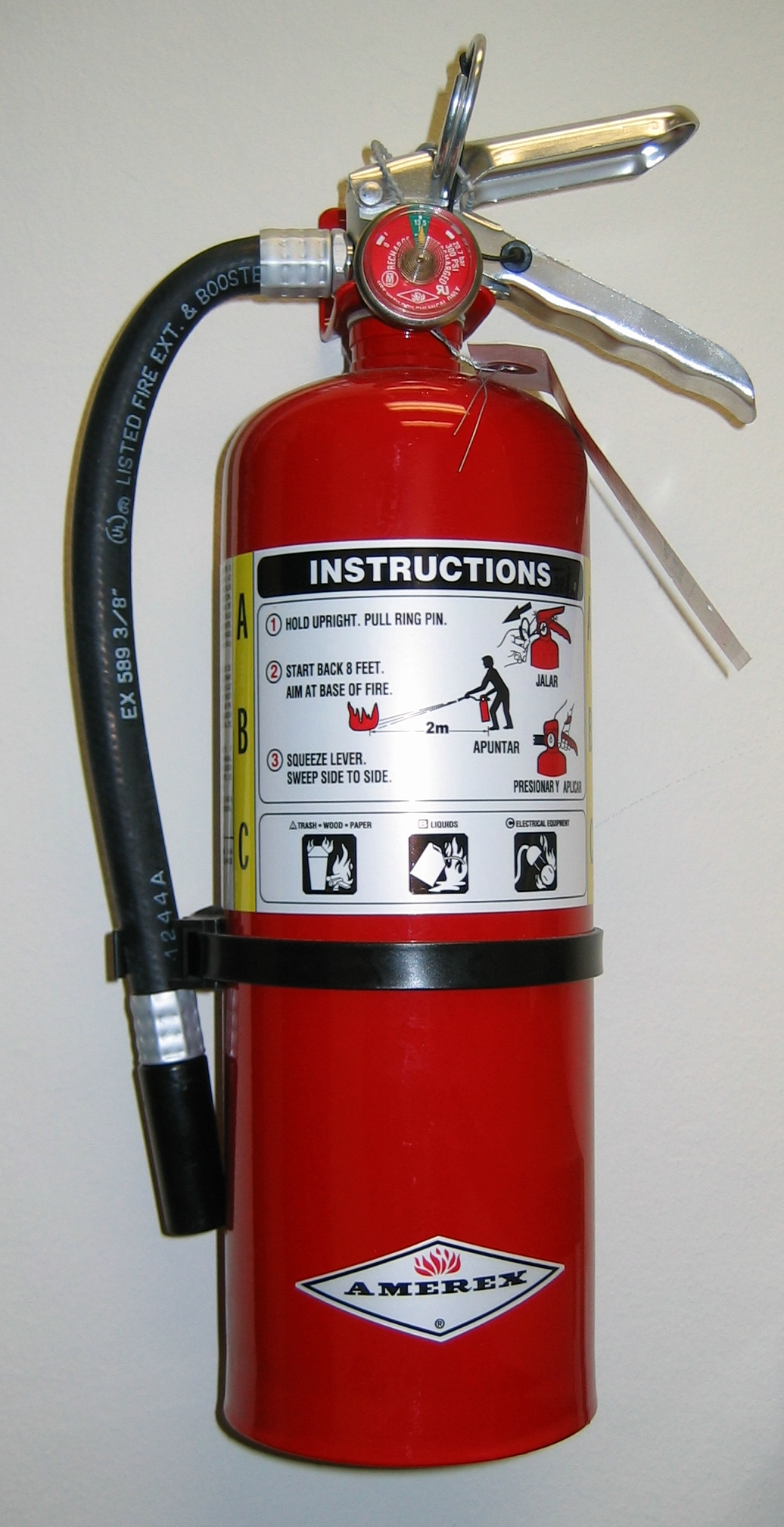
Hasicí přístroj

Hasicí přístroj (hovorově hasičák nebo minimax) je jedním z věcných prostředků požární ochrany. Slouží především k operativnímu zdolávání požárů v počáteční fázi rozvoje.
Konkrétně se dle vyhlášky MV 246/2001 Sb. o stanovení podmínek požární bezpečnosti a výkonu státního požárního dozoru (vyhláška o požární prevenci) jedná o vyhrazený druh věcného prostředku požární ochrany, na jehož projektování, instalaci, provoz, kontrolu, údržbu a opravu jsou kladeny zvláštní požadavky.

## Projektování a instalace
Vybavení prostor hasicími přístroji určuje požárně bezpečnostní řešení stavby nebo obdobná dokumentace, která je součástí ověřené projektové dokumentace.
V případě prostor a zařízení právnických a podnikajících osob, u nichž nebylo množství a druhy stanoveny nebo, kde povinné vybavení hasicími přístroji nelze jednoznačně prokázat, jsou jejich vlastníci (provozovatelé) povinni zajistit vybavení, v návaznosti na § 2 odst. 5 vyhlášky MV č. 246/2001 Sb. kde se mimo jiné uvádí, že se instalují alespoň hasicí přístroje s určitou hasební schopností na každých započatých 200 m² z půdorysné plochy podlaží objektu.
Navíc je nutné vzít v potaz vyhlášku MV 23/2008 Sb. (o technických podmínkách požární ochrany staveb), kde je stanoveno, např. že minimálně jedním hasicím přístrojem s hasební schopností 34A musí být vybaven rodinný dům.
Hasicí přístroje se instalují tak, aby byly snadno viditelné a volně přístupné. Hasicí přístroje se umísťují v prostorách, kde je největší riziko vzniku požáru.
Přenosné hasicí přístroje umístěné na svislé stavební konstrukci musí mít rukojeť max. 150 cm nad zemí. Pokud jsou hasicí přístroje umístěny na vodorovné stavební konstrukci, musí být vhodným způsobem zajištěny proti pádu.

## Provoz, kontrola, údržba a opravy
Provozuschopnost hasicího přístroje se prokazuje dokladem o jeho kontrole, kontrolním štítkem a plombou spouštěcí armatury.
Legislativa určuje povinnost provádění každoročních kontrol provozuschopnosti u všech typů hasicích přístrojů a periodických kontrol jednou za tři roky (u vodních a pěnových hasicích přístrojů), resp. pět let (u ostatních hasicích přístrojů).
Kontroly, údržbu a opravy vyhrazených druhů věcných prostředků požární ochrany může provádět pouze osoba, která splní podmínky stanovené právními předpisy, normativními požadavky a průvodní dokumentací výrobce konkrétního typu hasicího přístroje, tj. pouze oprávněná osoba.
Kromě uvedeného je třeba přihlédnout ke skutečnosti, že HP spadá podle vyhlášky 18/1979 Sb. Českého úřadu bezpečnosti práce a Českého báňského úřadu mezi vyhrazená tlaková zařízení. Z toho důvodu je nutno dodržet další opatření vztahující se k vyhrazeným tlakovým zařízením, např. vhodné uchycení HP, provádění revizí a tlakových zkoušek, které obvykle zajistí revizní technik oprávněný k revizím HP.

## Rozdělení podle druhu hasicí látky

### Přehled použití
| Pevné látky      | Kapalné látky | Hořlavé plyny | Lehké kovy | Jedlé tuky | Silnoproud | Slaboproud |          |
| ---------------- | ------------- | ------------- | ---------- | ---------- | ---------- | ---------- | -------- |
| Vodní            | Vhodný        | Nevhodný      | Nevhodný   | Zakázaný   | Zakázaný   | Zakázaný   | Zakázaný |
| Pěnový           | Vhodný        | Vhodný        | Vhodný     | Zakázaný   | Nevhodný   | Zakázaný   | Zakázaný |
| Práškový         | Vhodný        | Vhodný        | Vhodný     | Zakázaný   | Zakázaný   | Vhodný     | Nevhodný |
| Sněhový (CO2)    | Nevhodný      | Vhodný        | Vhodný     | Zakázaný   | Zakázaný   | Vhodný     | Vhodný   |
| FE-36 (halonový) | Vhodný        | Vhodný        | Vhodný     | Zakázaný   | Nevhodný   | Vhodný     | Vhodný   |
| Na jedlé tuky    | Vhodný        | Vhodný        | Nevhodný   | Zakázaný   | Vhodný     | Vhodný     | Vhodný   |

### Vodní
Hasicí látkou je voda, která obsahuje uhličitan draselný, chránící proti zamrznutí. Nelze s ním hasit elektrická zařízení pod napětím. Má nejnižší účinnost, hasebním účinkem vody je především ochlazování (chladicí efekt). Vodní hasicí přístroje jsou vhodné pro hašení požárů pevných látek. Nesmí být použit k hašení hořících alkalických kovů, k hašení látek, které reagují s vodou ani k hašení hořících tuků a olejů. Příkladem byl přístroj Minimax.

### Pěnový
Kromě vody obsahuje i pěnidlo, které při provzdušnění vytváří pěnu. Díky pěnidlu dochází k snazšímu smáčení, ale především vytvořená pěna izoluje hořící látky od vzdušného kyslíku – pracuje na principu dusivého efektu. Proto lépe než samotná voda hasí pevné látky, ale především se používá k hašení hořlavých kapalin. Pouze u hasicích přístrojů s náplní pěnidla typu AR (alcohol resistant) jimi lze hasit i polární kapaliny, například líh nebo aceton, které standardní pěnu rozpouštějí. Při použití pěnidel typu AFFF významně působí izolační efekt (zabraňuje výstupu hořlavých par a plynů z pásma hoření a zároveň přístupu kyslíku). Přístrojem nelze hasit elektrická zařízení pod napětím, protože pěna je vodivá.
Nesmí se používat na hašení požárů třídy F, protože při styku vody s hořícím tukem nebo olejem může dojít k výraznému rozšíření požáru až výbuchu.

### Práškový
Hasivem je speciální nebo univerzální jemný prášek, hnaný plynem. Jedná se o velmi účinné hasivo, jehož velkou výhodou je nevodivost. Proto je možné s ním hasit i elektrická zařízení pod napětím. Hasebním efektem je stěnový efekt. Je nevhodný do prostoru, kde jsou přístroje citlivé na prach (elektronická zařízení atd.).
Jako hasivo třídy BC se nejčastěji používá:
- hydrogenuhličitan sodný – NaHCO3
- hydrogenuhličitan draselný – KHCO3
- síran draselný – K2SO4
- uhličitan vápenatý – CaCO3

Hasicí směsi BC:
- Monnex – hydrogenuhličitan draselný – KHCO3 a močovina H2N-CO-NH2
- Totalit 2000 – vyroben na bázi síranu draselného, lze jej použít i k hašení hořících plastů
- Totalit Super – vyroben na bázi hydrogenuhličitanu sodného

Jako hasivo třídy ABC se nejčastěji používá:
- Hydrogenfosforečnan amonný – (NH4)2HPO4
- Dihydrogenfosforečnan amonný – NH4H2PO4
- Síran amonný – (NH4)2SO4

Hasicí směsi ABC:
- Neutrex ABC – hlavní složka dihydrogenfosforečnan amonný
- Totalit G

Jako hasivo při hašení kovů se nejčastěji používá:
- Chlorid sodný – NaCl
- Tetraboritan (di)sodný (borax; Na2B4O7), uhličitan sodný – Na2CO3

Hasicí směs na kovy je především Totalit M.

### Sněhový
Hasivem je oxid uhličitý. Hasivo má po opuštění tlakové nádoby velmi nízkou teplotu – při ústí hubice asi −30 °C, proto je nutné hubici držet jen za držadlo. Nelze jím hasit sypké materiály, neboť proud plynu je velmi prudký a hořící sypký materiál by byl rozfouknut. Není vhodný pro hašení pevných látek (dřeva apod.). Jeho použití v uzavřeném prostoru je nebezpečné. K hašení lze využít nejen sníh, ale i plyn, který z hubice uniká po vyčerpání sněhu. Přístrojem lze hasit elektronická zařízení pod napětím do 1 kV, hořlavé kapaliny i hořící plyny.

### Halonový
Hasivem jsou halonové plyny. Hasebním účinkem je fyzikálně-chemický efekt. Hasivo má však negativní vliv na ozónovou vrstvu Země a je jedovaté. Jedná se o dříve nejefektivnější hasivo, nicméně výroba a použití tohoto přístroje je, až na výjimky, přísně zakázána. Tutu výjimku musí mít speciální odůvodnění, na které je potřeba povolení. Jedná se pouze o krizové použití, například pro letadla, vojenská pozemní vozidla apod. Podle nařízení Evropské rady mohou být používány pouze halony 2402 a 1211.. Jsou však vyvinuty jejich velmi účinné náhrady. V současné době se již téměř nevyrábějí a nahrazují je přístroje plněné CO2 (sněhové). Novými náhradami jsou hasicí přístroje halotronové (viz. níže) s obsahem hexafluorpropanu. Toto hasivo není zakázáno žádnými mezinárodními úmluvami, je netoxické. Znamená při hašení obrovskou výhodu – je nyní nejúčinnějším hasivem. Hasí všechny běžné hořlaviny, ale není schopen zlikvidovat žhnutí. Je čisté hasivo (halotron uhasí látku, poté se rozptýlí do vzduchu a nezůstanou po něm stopy – je tedy vhodný např. pro archivy – bez rizika promáčení.) Nezůstávají po něm žádná rezidua a nezpůsobuje teplotní šok. Je proto poměrně drahý, jeho cena se pohybuje okolo 5 000 Kč.

#### Halotronové
- Tetrachlórový - Historicky se používaly hasicí přístroje plněné tetrachlormethanem, při hašení však vznikají nebezpečné jedovaté zplodiny obsahující fosgen.
- Bromidový
- Tetrafluoridbrometanové[ujasnit] - Lze je použít i v uzavřených prostorách
- FE-36 - Plněné hexafluoropropanem, lze jej použít i v uzavřených prostorách

## Hasicí přístroje podle provedení
Podle provedení rozlišujeme:
- přenosné hasicí přístroje
- pojízdné hasicí přístroje
- přívěsné hasicí přístroje

## Hasicí přístroje podle tříd požárů
Jednotlivé hasicí přístroje je možné použít na požáry různých látek. Za tímto účelem se požáry dělí do následujících tříd:
- A – pevné látky – vhodné jsou vodní, pěnové a práškové hasicí přístroje
- B – hořlavé kapaliny – je možné použít pěnové, práškové a sněhové hasicí přístroje
- C – plyny – používají se práškové a sněhové hasicí přístroje
- D – hořlavé kovy (lehké a alkalické kovy) – hasí se speciálními prášky
- E – elektrické zařízení pod proudem – hasí se do 1000 V práškovým nebo sněhovým přístrojem, nad 1000 V speciálními přístroji (toto označení se již nepoužívá)
- F – jedlé rostlinné a živočišné oleje a tuky v kuchyňských zařízeních – hasí se speciálním hasivem

Na hasicích přístrojích je uvedena i jejich hasicí schopnost.
Příklad pro třídu požáru A: Např. „34 A“ znamená, že se jedná o hasicí přístroj, který je vhodný pro hašení pevných látek, a že je schopen uhasit požár, který odpovídá požáru dřevěné hranice dlouhé 3,4 m, široké 0,5 m a vysoké 0,56 m.
Příklad pro třídu požáru B: Např. hasicí schopnost 233B znamená uhasit v kruhové vaně celkem 233 litrů směsi hořlavé kapaliny 1. třídy nebezpečnosti